# Wygwizdów (Łukowa)
Wygwizdów – część wsi Łukowa w Polsce, położona w województwie świętokrzyskim, w powiecie kieleckim, w gminie Chęciny.
W latach 1975–1998 Wygwizdów administracyjnie należał do województwa kieleckiego.